# Likud
Likud (Consolidação, em hebraico) é um partido político de Israel, que congrega o centro-direita e a direita conservadora. Foi criado em 1973, como uma coalizão liderada pelo partido Herut que representa os sionistas revisionistas. Entre os primeiro-ministros do Likud encontra-se Ariel Sharon, que em 2005 o abandonou para fundar o Kadima. Atualmente, é o partido do primeiro-ministro israelense, Benjamin Netanyahu.
O partido, que ficou em segundo lugar nas eleições de 2009, sofreu em 2005 uma dissidência liderada pelo então primeiro-ministro Ariel Sharon (2001-2006), que provocou a saída de vários de seus líderes mais dispostos a negociar com os palestinos.
O Likud esteve pela primeira vez à frente do governo em 1977 e liderava o país em 1979, quando foi assinado o histórico acordo de paz entre Israel e o Egito. Os dois países haviam se enfrentado dez anos antes na Guerra dos Seis Dias e, desde então, mantêm uma relação de reconhecimento mútuo única entre países árabes e o Estado judeu. O primeiro líder do Likud, que foi chefe de governo de Israel entre 1977 e 1983, foi Menachem Begin. Em 1948, juntamente com os representantes da ala do revisionismo sionista, Menachem Begin fundou o Partido da Liberdade, que assegurou à velha direita sionista um novo alento na vida política do Estado de Israel.
O partido reivindica a península do Sinai como território israelense (a península do Sinai foi conquistada por Israel durante a Guerra dos Seis Dias, quando se defendeu da ameaça de países árabes. Foi devolvida ao Egito por Israel em troca de paz) além de serem contra a desocupação da Cisjordânia.
A 17 de março de 2015, o Likud de Benjamin Netanyahu foi o partido mais votado nas eleições legislativas em Israel, formando um governo de coalizão.

## Membros
Líderes:
- Menachem Begin, 1973–1983
- Yitzhak Shamir, 1983–1993
- Benjamin Netanyahu, 1993–1999 e 2005-Atualidade
- Ariel Sharon, 1999–2005

Outros políticos de destaque:
- Moshe Ya'alon
- Benny Begin
- Silvan Shalom
- Yuval Steinitz
- Moshe Feiglin
- Reuven Rivlin

## Ideologia
O Likud enfatiza a política de segurança nacional baseada em uma força militar forte quando ameaçada com inimizade continuada contra Israel. Mostrou relutância em negociar com seus vizinhos que acredita continuar buscando a destruição do Estado judeu. Sua suspeita de intenções árabes, no entanto, não impediu o partido de chegar a acordos com os árabes, como o tratado de paz de 1979 com o Egito. A disposição do Likud de entrar em acordos mutuamente aceitos com os árabes ao longo dos anos está relacionada à formação de outros partidos de direita. Como outros partidos de direita em Israel, os políticos do Likud às vezes criticam decisões particulares da Suprema Corte, mas continua comprometido com os princípios do Estado de Direito que espera consolidar em uma constituição escrita.
O Likud é considerado o principal partido no campo nacional da política israelense.

### Plataforma
A plataforma do Likud de 1999 enfatiza o direito do assentamento.
"As comunidades judaicas na Judeia, Samaria e Gaza são a realização dos valores sionistas. A colonização da terra é uma expressão clara do direito inatacável do povo judeu à Terra de Israel e constitui um trunfo importante na defesa dos direitos vitais. interesses do Estado de Israel.O Likud continuará a fortalecer e desenvolver essas comunidades e evitará o seu desenraizamento".
Da mesma forma, eles reivindicam o rio Jordão como a fronteira oriental permanente para Israel e também afirma que Jerusalém pertence a Israel.
O capítulo "Paz e Segurança" da plataforma do Likud de 1999 rejeita um Estado palestino.
"O governo de Israel rejeita categoricamente o estabelecimento de um estado árabe palestino a oeste do rio Jordão. Os palestinos podem administrar suas vidas livremente no âmbito do autogoverno, mas não como um estado independente e soberano. Assim, por exemplo, em assuntos de relações exteriores, segurança, imigração e ecologia, sua atividade será limitada de acordo com os imperativos da existência de Israel, segurança e necessidades nacionais.
Com o Likud de volta ao poder, a partir de 2009, as relações exteriores de Israel ainda estão sob revisão. O líder do Likud, Benjamin Netanyahu, em sua plataforma de "Segurança Nacional", não endossou nem descartou a ideia de um Estado palestino. "Netanyahu deu a entender que não se opõe à criação de um Estado palestino, mas assessores dizem que ele deve agir com cautela porque seus parceiros de coalizão nacionalistas-religiosos se recusam a doar terras". "Netanyahu has hinted that he does not oppose the creation of a Palestinian state, but aides say he must move cautiously because his religious-nationalist coalition partners refuse to give away land".
Em 14 de junho de 2009, Netanyahu fez um discurso na Universidade Bar-Ilan, no Centro Begin-Sadat, que foi transmitido ao vivo em Israel e em partes do mundo árabe sobre o tema do processo de paz no Oriente Médio. Ele endossou, pela primeira vez, a criação de um estado palestino ao lado de Israel, com várias condições.
No entanto, em 16 de março de 2015, Netanyahu afirmou afirmativamente que, se ele fosse eleito, um Estado palestino não seria criado. Netanyahu argumentou que "qualquer um que criar hoje um Estado palestino e entregar a terra, está entregando a terra que será usada como base de lançamento para os ataques de extremistas islâmicos contra o Estado de Israel".   Alguns levam essas declarações para significa que Netanyahu e Likud se opõem a um estado palestino. Depois de ter sido criticado pelo porta-voz da Casa Branca, Josh Earnest, pela "retórica divisora" de sua campanha eleitoral, em 19 de março de 2015, Netanyahu recuou para "não quero uma solução de um estado. Quero uma paz pacífica e sustentável". solução de estado. Eu não mudei minha política. " 
A Constituição do Likud  de maio de 2014 é mais vaga e ambígua. Embora contenha compromissos com o fortalecimento do assentamento judaico na Cisjordânia, ele não descarta explicitamente o estabelecimento de um Estado palestino.

## Resultados eleitorais
| Data    | CI.                   | Votos                 | %                     | +/-                   | Deputados | +/-     | Status   |
| ------- | --------------------- | --------------------- | --------------------- | --------------------- | --------- | ------- | -------- |
| 1973    | 2.º                   | 473 309               | 30,2 / 100,0          |                       | 39 / 120  |         | Oposição |
| 1977    | 1.º                   | 583 968               | 33,4 / 100,0          | 3,2                   | 43 / 120  | 4       | Governo  |
| 1981    | 1.º                   | 718 941               | 37,1 / 100,0          | 3,7                   | 48 / 120  | 5       | Governo  |
| 1984    | 2.º                   | 661 302               | 31,9 / 100,0          | 5,2                   | 41 / 120  | 7       | Governo  |
| 1988    | 1.º                   | 709 305               | 31,1 / 100,0          | 0,8                   | 40 / 120  | 1       | Governo  |
| 1992    | 2.º                   | 651 229               | 24,9 / 100,0          | 6,2                   | 32 / 120  | 8       | Oposição |
| 1996    | 2.º                   | 767 401               | 25,1 / 100,0          | 0,2                   | 32 / 120  | Estável | Governo  |
| 1999    | 2.º                   | 468 103               | 14,1 / 100,0          | 11,0                  | 19 / 120  | 13      | Oposição |
| 2003    | 1.º                   | 925 279               | 29,4 / 100,0          | 15,3                  | 38 / 120  | 19      | Governo  |
| 2006    | 4.º                   | 281 996               | 9,0 / 100,0           | 20,4                  | 12 / 120  | 26      | Oposição |
| 2009    | 2.º                   | 729 054               | 21,6 / 100,0          | 12,6                  | 27 / 120  | 15      | Governo  |
| 2013    | Likud Yisrael Beitenu | Likud Yisrael Beitenu | Likud Yisrael Beitenu | Likud Yisrael Beitenu | 20 / 120  | 7       | Governo  |
| 2015    | 1.º                   | 985 408               | 23,4 / 100,0          |                       | 30 / 120  | 10      | Governo  |
| 04/2019 | 1.º                   | 1 140 370             | 26,5 / 100,0          | 3,1                   | 35 / 120  | 5       | -        |
| 09/2019 | 2.º                   | 1 113 617             | 25,1 / 100,0          | 1,4                   | 32 / 120  | 3       | -        |
| 2020    | 1.º                   | 1 352 334             | 29,5 / 100,0          | 4,4                   | 36 / 120  | 4       | Governo  |
| 2021    | 1.º                   | 1 065 270             | 24,2 / 100,0          | 5,3                   | 30 / 120  | 6       |          |